# تاريخ اليهود في شبه الجزيرة العربية
تاريخ اليهود في شبه الجزيرة العربية، وُجد اليهود قبل الإسلام في شبه الجزيرة العربية في اليمن وحضرموت ويثرب وتيماء وخيبر واليمامة ونجران وفي دومة الجندل ومناطق أخرى متفرقة.
كانت اليهودية إحدى الديانات المتواجدة في شبه الجزيرة العربية، وينحدر يهود الجزيرة العربية:
- يهود ينحدرون من بني إسرائيل كيهود بني قينقاع في يثرب
- يهود من قبائل سبأ وحمير (ذو ريدان)

## التاريخ المبكر
أول ذكر ليهود في مناطق شبه الجزيرة العربية يرجع حسب بعض الأخبار إلى زمن الهيكل الأول. بدأت الهجرة اليهودية إلى مناطق شبه الجزيرة العربية بشدة في القرن الثاني الميلادي، وبحلول القرنين السادس والسابع الميلاديين كان هناك عدد كبير من اليهود يسكنون شمال الحجاز وتحديداً إلى يثرب وما حولها. يرجع ذلك جزئياً إلى اعتناق قادة مثل ذو نواس اليهودية. وفقاً للمسعودي فإن شمال الحجاز كان ولاية تابعة لمملكة يهوذا. بينما وفقاً لبطرس البستاني أسس اليهود دولة مستقلة ذات سيادة.

## التاريخ المعاصر
عملياً لا يوجد أي نشاط يهودي في السعودية منذ بداية القرن الحادي والعشرين. لا تسمح السعودية لليهود، مثلهم مثل غيرهم من غير المسلمين، من ممارسة شعائرهم الدينية علانية أو الدعوة لأديانهم أو إقامة معابد خاصة بهم على أراضيها، كما لا تسمح لهم بزيارة مكة أو المدينة عوضاً عن الإقامة فيهما. البيانات الإحصائية لا تظهر أي يهودي مقيم في السعودية. في سبعينات القرن الماضي، من كان يريد العمل في السعودية من الأجانب كان ينبغي عليه توقيع إقرار بأنه ليس يهودياً. في أواخر ديسمبر 2014 نشرت جريدة الوطن خبراً يفيد بأن موقع وزارة العمل السعودية يسمح للعمال الأجانب من مختلف الأديان بما فيها اليهودية بالعيش والعمل في المملكة، وصرح مصدر في الوزارة أن اليهود من إسرائيل غير مسموح لهم بدخول السعودية، بينما لا يشمل هذا الحظر اليهود من كافة الجنسيات الأخرى.
سمحت المملكة العربية السعودية لعدد من الشخصيات اليهودية الى اراضيها ابرزهم الحاخام يعقوب، والذي كان يتجول في انحائها ، وأعلن الحاخام يعقوب هرتسوغ البدء بتنفيذ طقوس نفخ "بوق الشوفار" في السعودية بمناسبة اقتراب عيد رأس السنة العبرية مرتديا لباسه الديني الكامل.

## يهود اليمن

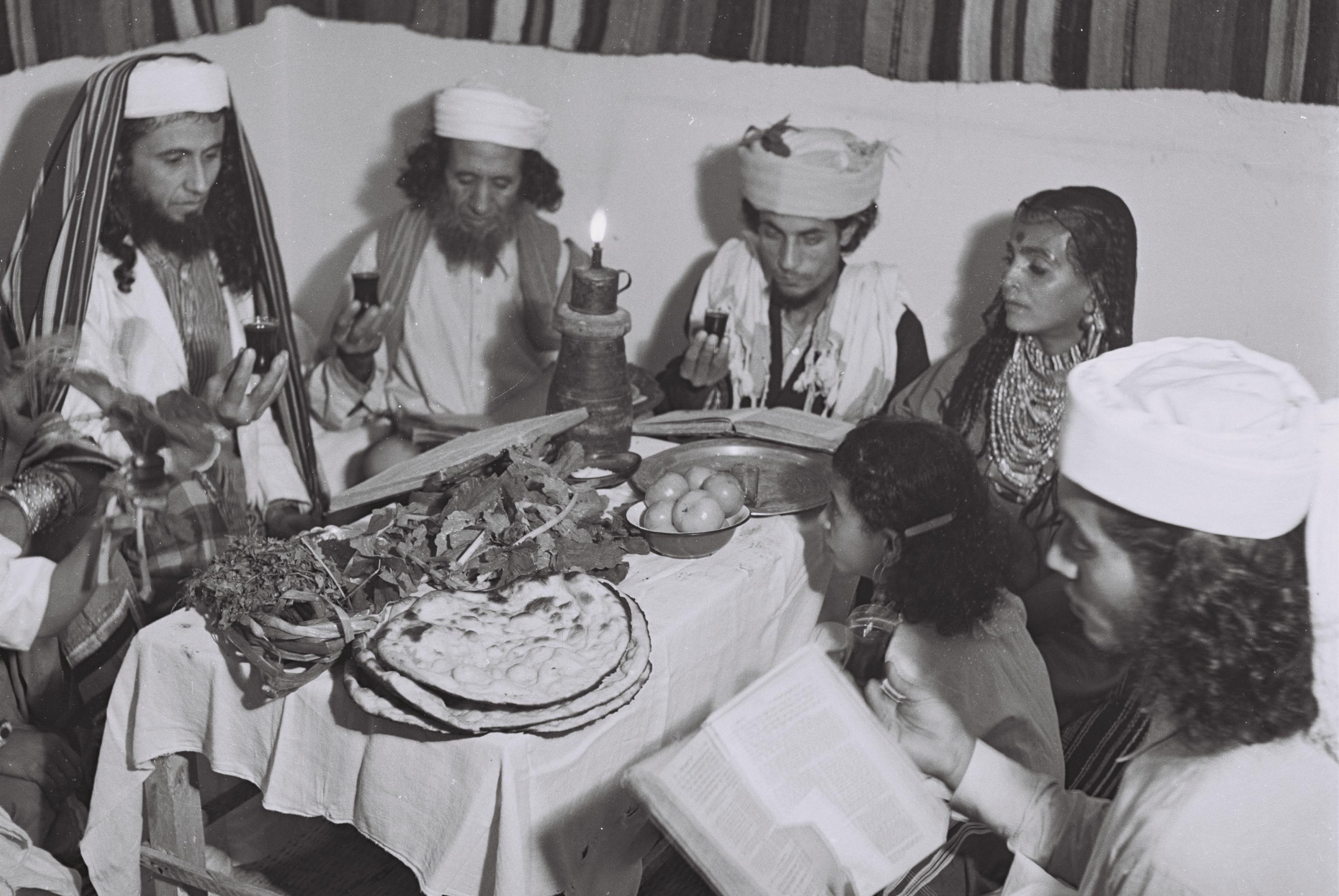
أسرة يهودية يمنية من يهود حبان المهاجرين إلى إسرائيل يحتفلون بعيد الفصح في بيتها الجديد في تل أبيب، 1946

رجل يهودي من عدن, عام 1949

خريطة المجتمعات اليهودية في اليمن قبل الهجرة إلى الانتداب البريطاني لفلسطين وإسرائيل